# Steffen Harning
Steffen Harning (* 19. Mai 1969 in Homberg (Efze)) ist ein deutscher Musikmanager, Musikproduzent und DJ. Mit dem DJ-Projekt Milk & Sugar, dem er von 1997 bis 2022 angehörte, erlangte er weltweite Bekanntheit. Er produzierte zuvor unter anderem die Eurodance-Band Pharao.

## Leben
Der Sohn einer Lehrerin und eines Unternehmers aus Nordhessen entdeckte bereits zu Schulzeiten seine Passion zur Musik. Neben einer klassischen Ausbildung an Klavier, Gitarre und Bass begann er Maxi-Singles zu sammeln und als DJ auf Events aufzulegen. Beeinflusst von den Remixen von Ben Liebrand fing er ab Mitte der 1980er Jahre an mit Tonband eigene DJ-Versionen zu schneiden.
Nach dem Abitur studierte Steffen Harning zunächst Betriebswirtschaftslehre, arbeitete jedoch nebenbei in Tonstudios, wo er Musik für Radio, TV und Werbung schrieb und produzierte, sowie als DJ in Münchner Clubs. Während des Studiums gründete er seine Produktionsfirma MCP Music Production. 1992 gewann er einen Remix-Contest für die Solo-Single des Snap!-Rappers Turbo B., was als seine erste kommerziell veröffentlichte Produktion gilt.
1994 gründete Steffen Harning mit Co-Produzent Alexander Hawking, Sängerin Kyra und Rapper Deon Blue unter dem Pseudonym „DJ Stevie Steve“ das Eurodance-Projekt Pharao. Im Frühjahr 1994 erschien mit I Show You Secrets der größte Hit von Pharao, dem im Herbst desselben Jahres There Is a Star folgte. Pharao veröffentlichten fünf Singles und zwei Alben und wurden 1995 als bester Newcomer für den ECHO Medienpreis nominiert. Die ersten beiden Singles sowie das Album Pharao wurden in mehreren Ländern mit Goldenen Schallplatten ausgezeichnet.
Unter dem Eindruck des Mitte der 1990er Jahre in London entstandenen Musikstils Disco-House, gründete Steffen Harning mit dem Münchner DJ und Partyveranstalter Michael Kronenberger 1997 das DJ-Team Milk & Sugar sowie kurz darauf ein Musiklabel unter dem gleichen Namen. Auf ihrem Label veröffentlichten sie zunächst nur eigene Produktionen, begannen aber schon 1998, andere Künstler unter Vertrag zu nehmen. Milk & Sugar Recordings wurde im Jahr 2000 mit dem Dance-Music-Award als bestes Independent-Label Deutschlands ausgezeichnet.
Die Stilrichtung von Milk & Sugar ist cluborientierte Housemusic mit Disco-Elementen oder Samples, aber besteht auch aus Eigenkompositionen mit wechselnden Gesangpartnern wie zum Beispiel Barbara Tucker, Ron Carroll, John Paul Young oder Howard Jones. Milk & Sugar erzielten internationale Charterfolge mit ihren Singles Love Is In The Air (2001) feat. John Paul Young, Let The Sun Shine (2003), Hey (Nah Neh Nah) (2011) und Canto Del Pilón (2013). Die Single Hey (Nah Neh Nah) wurde in Deutschland, Österreich, der Schweiz und in Israel mit einer goldenen Schallplatte ausgezeichnet. Let The Sun Shine erreichte am 31. Juli 2004 in den USA Platz 1 der Billboard Dance und Club Charts. Als Remixer war das Team unter anderem für Jamiroquai, Janet Jackson, Usher und Masters At Work tätig.
Das Projekt Milk & Sugar feierte 2017 sein 20-jähriges Jubiläum und trat bisher in über 60 Ländern live auf. Steffen Harning verließ 2022 Milk & Sugar und tritt seitdem als Einzelkünstler und DJ unter dem Pseudonym Steven Sugar Harding auf.
Steffen Harning produzierte und komponierte außerdem mit verschiedenen prominenten nationalen Künstlern wie z. B. Haddaway, Hildegard Knef, Peter Schilling, Thomas Anders sowie der Popstars-Band Preluders. 2016 produzierte er zwei Remixe für Sarah Connor sowie den offiziellen ZDF-Song „Arrastão Da Alegria“ für die Olympischen Sommerspiele in Rio de Janeiro.
Als Unternehmer gründete Steffen Harning im Jahr 1994 MCP Production & Consulting als Produktionsstudio und Künstlermanagement sowie im Jahr 1997 das Independent-Label „Future Music GmbH“ für internationale Lizenzierungen von Clubmusik und das Management und Booking von Milk & Sugar. Von 2015 bis 2022 war er außerdem Geschäftsführer der „CLASSARION Entertainment GmbH“ einer Firma im Bereich Event-Konzeption.
2024 erhielt Steffen Harding als Co-Produzent des Songs "Pedro" von Jaxomy, Agatino Romero und Raffaella Carrà vier Platin- und zehn Goldauszeichnungen.

## Diskografie

### Alben (Auszug)
| - Pharao – Pharao (1995; Sony Music) - Pharao – The Return (1997; Sony Music) - Milk & Sugar – Housemusic.de (2003; Milk & Sugar Recordings) - Milk & Sugar – 10 Years of Milk & Sugar – The Singles (2007; Milk & Sugar Recordings) - Milk & Sugar – The Album (2011; Milk & Sugar Recordings) - Milk & Sugar – 15 Years of Milk & Sugar – One and a Half Decades (2013; Milk & Sugar Recordings) - Milk & Sugar – 20 Years Of Milk & Sugar (2017; Milk & Sugar Recordings) |

### Singles (Auszug)
| Mit Pharao - Pharao – I Show You Secrets (1994; Sony Music) - Pharao – There Is A Star (1994; Sony Music) - Pharao – World Of Magic (1995; Sony Music) - Pharao – Temple Of Love (1997; Sony Music) - Pharao – Silence Is Golden (1997; Sony Music) Mit Milk & Sugar - Milk & Sugar – Wicked Disco (1997) - Milk & Sugar – Get Down to the Fever (1997) - Milk & Sugar – Higher & Higher (2000) - Milk & Sugar vs. John Paul Young – Love Is in the Air (2001) - Milk & Sugar – Lift Me Up (2001) - Milk & Sugar – Let the Sun Shine (2003) - Milk & Sugar with Howard Jones – What Is Love 2005 (2005) - Milk & Sugar pres. MS2 – Stay Around (for This) (2007) - Milk & Sugar feat. Roxanne Wild – No No No (2008) - Milk & Sugar feat. Ayak – You Got Me Burnin’ (2009) - Milk & Sugar feat. Gary Nesta Pine – Let the Sun Shine (2009) - Milk & Sugar feat. Ayak – Let the Love (Take Over) (2010) | - Milk & Sugar feat. Ayak & Lady Chann – Crazy (2010) - Milk & Sugar vs. Vaya Con Dios – Hey (Nah Neh Nah) (2011) - Milk & Sugar feat. Miriam Makeba – Hi-a Ma (Pata Pata) (2011) - Milk & Sugar feat. Neri Per Caso – Via Con Me (2012) - Milk & Sugar vs. Ben Delay – Tribute (2013) - Milk & Sugar feat. Maria Marquez – Canto Del Pilón (2013) - Milk & Sugar feat. Barbara Tucker – Needin U (2014)s - Milk & Sugar vs. Simon Harris – Bass (How Low Can You Go) (2015) - Milk & Sugar – Ready Or Not (2015) - Milk & Sugar feat. Nomfusi – Heat (African Day) (2016) - Milk & Sugar – Summertime (2017) Mit Hitch Hiker & Dumondt - Hitch Hiker & Dumondt – A New Dimension (1995; Bonzai Records) - Hitch Hiker & Dumondt – Journey Of Love (1995; Bonzai Records) - Hitch Hiker & Dumondt – Definition E.P. (1997; Bonzai Records) - Hitch Hiker & Dumondt – Travelling (1998; Velvet Vibe Recordings) - Hitch Hiker & Dumondt – Genesis (1999; BMG Ariola) - Hitch Hiker & Dumondt – How Much Can You Take (1998; Velvet Vibe Recordings) |

### Remixe (Auszug)
| - Turbo B. – I´m Not Dead (Triple Control Remix) (1992) - Hildegard Knef – Eins und eins (DJ Stevie Steve Remix) (1994) - Usher – My Way (Dj Stevie Steve Remix) (1997) - Dr. Alban – Sing Halleluja (Dj Stevie Steve Remix) (1997) - Haddaway – You´re Taking My Heart (1998) - Samantha Mumba – Gotta Tell You (2000) - Mya – Free (Milk & Sugar Remix) (2001) - Janet Jackson – C’mon Get Up (Milk & Sugar Remix) (2001) - Jamiroquai – Corner Of The Earth (Milk & Sugar Remix) (2002) - Masters At Work – Work (Milk & Sugar Remix) (2002) | - Despina Vandi – Gia (Milk & Sugar Remix) (2003) - Kid Alex – Fame (2003) - King Britt – I Can´t Wait (2004) - Mr. On vs. Jungle Brothers – Breathe Don´t Stop (Milk & Sugar Remix) (2004) - Room5 – Make Luv (Milk & Sugar Remix) (2005) - Steve Lawler – That Sound (Milk & Sugar Remix) (2005) - Freeloaders – So Much Love To Give(Milk & Sugar Remix) (2005) - Jutty Ranx – I See You (Milk & Sugar Remix) (2013) - Ben Pearce – What I Might Do (Milk & Sugar Remix) (2014) - Sarah Connor – Kommst Du mit ihr (Funky House Remix) (2016) |

### Andere Projekte und Co-Produktionen (Auszug)
| - Yo!Co Ross – Miss Me (1994; Epic) - Ultra Boogie – Don´t Stop 'Til You Get Enough (1999; Sony Dance Pool) - Robbie Rivera – Bang (2000; Universal) - Thomas Anders – A Night To Remember (2004; Na Klar!) - Preluders – Sundown (2003; Polydor) - Simion – Lost In Deep (2014; Suara) - Simion vs MD X-Spress – God Made Me Feel It (Claptone Edit) (2016; Defected Records) - Sandy Dae – Losing Myself (2016; Enormous Tunes) - Sebastian Hämer – Alles Neu (2016; Embassy One) - Paul Janke & Ceresia – Say (2016; Apart12) - Monobloco – Arrastão Da Alegria (ZDF Olympic Campaign Song) (2016; Warner Music) - Sandy Dae – So Many Times (2017; Enormous Tunes) - Jaxomy – Pedro (2024; B1 / Columbia) - Jaxomy & Olly Alexander – Desire (2024; Polydor UK / Virgin) - Jaxomy & Conor Maynard – She'S So High (2025; Ultra Records) |

## Auszeichnungen
- 1995: ECHO Nominierung (Bester Newcomer national)
- 2000: Italian DJ-Award
- 2001: Dance-Music-Award
- 2024: 4× Platin und 10× Gold als Co-Produzent für "Pedro"